# Antonín Profous
Antonín Profous (* 2. Januar 1878 in Libanice bei Chrudim in Böhmen; † 27. März 1953 in Prag) war ein tschechischer Sprachwissenschaftler, tätig im Bereich der Onomastik und Toponomastik, Anhänger der von Jan Gebauer gegründeten positivistischen Schule. In seinem Hauptwerk Místní jména v Čechách (Die Ortsnamen in Böhmen) bearbeitete er etwa 15500 Ortsnamen von Städten und Ortschaften in ihrer etymologischen Herkunft wissenschaftlich auf.

## Leben
Profous absolvierte das Gymnasium in Chrudim, danach studierte er an der Philosophischen Fakultät der Karls-Universität Prag und ein Semester an der Ludwig-Maximilians-Universität München. 1903 promovierte er zum Doktor der Philosophie. Danach wirkte er als Gymnasialprofessor 1903–1904 in Rakovník, 1904–1909 in Pilsen und danach bis 1938 in Prag-Vinohrady. Er ist Verfasser zahlreicher Studien und Abhandlungen und eines grundlegenden Nachschlagewerkes der Ortsnamenforschung. Er war Mitarbeiter der Ortsnamenkommission der tschechischen Akademie der Wissenschaften bei der Ortsnamenrevisionskommission des Innenministeriums in der Tschechoslowakei. Im Jahre 1927 heiratete er Jarmila Roeselová.

## Publikationen
- Antonín Profous: Jazykový výklad místních jmen v plzeňském hejtmanství. Plzeň 1914
- Antonín Profous: O místních a zvláště pomístních jménech v okrsku chrasteckém u Chrudimě. Selbstverlag, Praha 1918;

### Místní jména v Čechách (Die Ortsnamen in Böhmen)
- Antonín Profous: Místní jména v Čechách : Jejich vznik, původ, význam a změny. Bd. I., A–H. Česká akademie věd a umění, Praha 1947
- Antonín Profous: Místní jména v Čechách : Jejich vznik, původ, význam a změny. Bd. II., CH–L. Česká akademie věd a umění, Praha 1949
- Antonín Profous: Místní jména v Čechách : Jejich vznik, původ, význam a změny. Bd. III., M–Ř. Česká akademie věd a umění, Praha 1951
- Antonín Profous, Jan Svoboda: Místní jména v Čechách : Jejich vznik, původ, význam a změny. Bd. IV., S–Ž. ČSAV, Praha 1957
- Fehlerkorrekturen und Nachträge zu den ersten vier Bänden, sowie Quellenangaben und Erklärung der von Profous verwendeten Abkürzungen sind im fünften Band, der nicht von Profous stammt, zusammengefasst: Jan Svoboda, Vladimír Šmilauer und u. a.: Místní jména v Čechách : Jejich vznik, původ, význam a změny. Bd. V., Dodatky k dílu Antonína Profouse. (Nachträge zum Werk von Antonín Profous) ČSAV, Praha 1960